# Alting
Alting er en kortfilm, der er instrueret af Renee Tyle Petersen efter eget manuskript.

## Handling
Jette er en klunser ' en obsessiv samler, som gemmer sig bag en mur af ragelse. Men alt dette ændrer sig, da Carl maser sig vej ind i hendes liv. Hun frygter, at han ikke vil kunne acceptere hendes obsessive natur, men Carl gemmer på sin egen hemmelighed.